# Mesoleptobasis
Mesoleptobasis – rodzaj ważek z rodziny łątkowatych (Coenagrionidae).
Należą do niego następujące gatunki:
- Mesoleptobasis acuminata
- Mesoleptobasis cantralli
- Mesoleptobasis cyanolineata
- Mesoleptobasis elongata
- Mesoleptobasis incus